# Konrad Banz

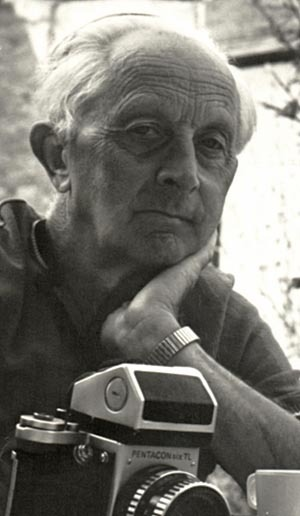
Konrad Banz während seiner letzten Bildungsreise mit 16 Schülern im August 1984 nach Pécsvárad in Ungarn.

Konrad Banz (* 14. Februar 1914 in Berlin; † 19. Oktober 1984 ebenda) war ein deutscher Pädagoge und Naturforscher.

## Leben
Banz arbeitete bereits seit Beginn der 1930er Jahre mit den namhaften märkischen Ornithologen Otto Uttendörfer und Otto Schnurre zusammen. Als deren junger Schüler lieferte er in diesen Jahren wesentliches Basismaterial für Studien über die Biologie der Greifvögel und Eulen in der Mark Brandenburg. Nach dem Zweiten Weltkrieg gelangte er in Kriegsgefangenschaft nach Louisiana, USA. Er nutzte die Zeit der Gefangenschaft zur Anlage einer eigenen zoologischen Sammlung.
Als Naturwissenschaftler hat sich Banz um die grundlegende Überarbeitung von Robert März’ „Gewöll- und Rupfungskunde“ verdient gemacht. Völlig neu eingearbeitet wurden von Banz die Bestimmungsschlüssel von Fischen und Reptilien über Schädel- und Schlundknochen sowie Schuppenkleider aus Gewöllen. Das Werk gibt Aufschluss über die Nahrungsgewohnheiten von Greifvögeln. Banz legte Grundlagen für Natur- und Artenschutz, insbesondere den Greifvogelschutz. Nach seinem Tod wurde die von ihm im Tierpark Berlin aufbewahrte und ergänzte März`sche Sammlung an Federn, Knochen und Zeichnungen an das Naumann Museum Köthen übergeben. Seine Insektensammlung, die Teil der großen Sammlung des Tierparkes Berlin war, ging an das Senckenberg Deutsche Entomologische Institut in Müncheberg (Brandenburg). Weitere Teile der Sammlungen wurden an das Museum für Naturkunde Berlin überführt.

Konrad Banz auf Exkursion 1958.

### Pädagogische Arbeit
Konrad Banz hat sich um die Erziehung der Jugend zu einem humanistischen Weltbild und zur Liebe für die Naturwissenschaften verdient gemacht.
Seit 1949 arbeitete Konrad Banz als einer von zwei Mitarbeitern im Bereich Biologie im Zentralhaus der Jungen Pioniere. Dieses war im Haus an der Parkaue im Berliner Bezirk Lichtenberg untergebracht, das heute noch als „Theater an der Parkaue“ existiert. Vor der Übernahme in deutsche Verwaltung wurde es 1948 als Haus der Kinder von der sowjetischen Verwaltung eingerichtet. Dort wurden außerschulische Arbeitsgemeinschaften für junge Naturforscher, Künstler, Techniker, Funker und andere Interessengebieten eingerichtet.
Banz war ab Ende der 1950er Jahre im Stadtbezirk Weißensee wieder als Pädagoge tätig, als in den Ostberliner Bezirken sogenannte Stationen Junger Naturforscher eingerichtet wurden. In der Naturstation Falkenberger Straße in Berlin-Weißensee war er bis 1967 als Leiter der AG „Junge Naturforscher“ tätig. Nach deren Auflösung zum Anfang der 1970er Jahre wurde Banz von Heinrich Dathe, Direktor des Tierparks in Berlin-Friedrichsfelde, eingeladen, seine Arbeitsgemeinschaft in den Räumen des Tierparks Berlin weiterzuführen. Dort war 1965 die Tierparkschule und später der Jugendklub im Tierpark Berlin eingerichtet worden, deren Bildungsaufgabe durch eine Pädagogische Abteilung gewährleistet wurde. In dieser Abteilung war Banz einer von sechs Pädagogen. Während die Tierparkschule die Berufsausbildung zum Zootierpfleger übernahm, wurde gleichzeitig durch den Jugendklub ein außerschulisches Freizeitangebot für naturbegeisterte Kinder und Jugendliche angeboten. Der Jugendklub war im Kassengebäude („Alte Wache“) des Tierparks am historischen Portal zum Schloss Friedrichsfelde untergebracht. Ende der 1980er Jahre wurden über 300 Schüler und Jugendliche in 30 Gruppen gleichzeitig betreut. Jede dieser Gruppen hatte je nach Ausrichtung oder Spezialisierung Themen von Ornithologie, Entomologie,  Feldherpetologie, Tierzeichnen, Botanik behandelt. Die Arbeitsgemeinschaften wurden auch von ehrenamtlich tätigen Jugendlichen geleitet, von denen die meisten zuvor selbst Mitglieder einer Arbeitsgemeinschaft im Jugendklub gewesen waren.
Jugendliche konnten an Exkursionen von Banz teilnehmen. Diese Exkursionen fanden in der Regel ein bis zwei Wochen in der Ferienzeit der Schüler statt. Die Forschungsergebnisse präsentierten dann diese Jugendlichen in Ausstellungen im Alfred-Brehm-Haus. Banz` Verdienst war es, durch seine fach- und sachgerichtete Tätigkeit die Schüler abseits der politischen Bildung an eine zielgerichtete wissenschaftliche Arbeit heranzuführen. Mehrere Hundert Schüler von Banz konnten im Laufe der drei Jahrzehnte seines Wirkens durch dessen fachübergreifendes Wissen über einheimische Fauna und Flora so gebildet werden. Viele dieser Schüler arbeiten heute in naturwissenschaftlichen Berufen bzw. in Naturschutzeinrichtungen und -verbänden.
Die 1991 gegründete Tierpark Berlin-Friedrichsfelde GmbH versuchte, diese Tradition unter dem Namen „Jugendclub Tierpark Berlin“ weiter zu führen. Nach dem altersbedingten Ausscheiden ehemaliger Kollegen von Banz war der jetzige Jugendclub ohne Anleitung durch angestellte Zoopädagogen. Lediglich drei ehrenamtlich geleitete Jugendgruppen existieren noch. Die 1965 gegründete Pädagogische Abteilung, in der Banz bis zu seinem Tode als Tierparkpädagoge tätig war, wurde als Tierparkschule bis Mitte der 2004 fortgeführt. Durch die Streichung von Lehrerstellen kann der Tierpark Berlin als renommierte und international anerkannte Einrichtung – wie auch der Zoologische Garten Berlin – seinen Bildungs- und Lehrauftrag nur noch begrenzt erfüllen.

## Schriften
- Weitere Nachweise der Ohrenlerche (Eremophila alpestris L.) als Überwinterer im Binnenland. In: Vogelkunde. 11. 1965, S. 340–341.
- Biologische Exkursionen und Ausstellungen als Höhepunkte der Jugendklubarbeit im Tierpark Berlin. In: Milu. 4 1978, S. 236–238.
- (mit Heinz M. Gawlik) Zur Nahrungsökologie der Waldohreule (Asio otus L.) innerhalb des Berliner Stadtgebietes. In: Vogelkunde. 28 (5) 1982, S. 275–288.
- Nachweis der Spatelraubmöwe, Stercorarius pomarinus Temminck, für Brandenburg. In: Vogelkunde. 29. 1983, S. 321–322.
- Dr.Otto Schnurre zum Gedenken. In: Vogelkunde. 30. 1984, S. 69–70.
- Robert März: Gewöll- und Rupfungskunde. 3., neu von Konrad Banz bearbeitete Auflage. Akademie Verlag, Berlin 1987, ISBN 3-05500157-5.